# Fernmeldehauptkommandantur
Die Fernmeldehauptkommandantur  (FMHptK; Deutsche NALLA (National Long Lines Agency)) in der Wildstein-Kaserne in Traben-Trarbach war eine zentrale Dienststelle der Bundeswehr zur Sicherstellung der Führungsfähigkeit und der Fernmeldeverbindungen im Kalten Krieg.

## Auftrag
Auftrag der Fernmeldehauptkommandantur war die Führung der Bereichsfernmeldeführer, die bei den einzelnen Oberpostdirektionen angesiedelt waren. Im Auftrag der NATO nahm sie nationale Fernmeldeaufgaben als deutsche NALLA wahr. NALLA steht für National Long Lines Agency. Die Fernmeldehauptkommandantur leitete die Schalthoheit im Bundeswehr-Grundnetz und gab dazu Anweisungen an die 32 verbunkerten Grundnetzschalt- und Vermittlungsstellen (GSVBw). Dadurch konnte die militärische Führungsfähigkeit weitgehend durch Abstützung auf feste Fernmeldenetze gewährleistet werden.

## Geschichte
Die Fernmeldehauptkommandantur wurde zum 1. Juli 1956 durch Erlass des Bundesministeriums der Verteidigung gegründet. Erster Sitz der Kommandantur war die Ermekeil-Kaserne in Bonn. 1958 war sie vorübergehend in der Brückberg-Kaserne in Siegburg stationiert. 1959 wurde sie nach Traben-Trarbach in die Wildstein-Kaserne verlegt und die Stadt am 22. Juni 1959 offizieller Standort der Bundeswehr. Die Kommandantur führte eine Reihe nationaler und internationaler Tagungen durch, zu denen Vertretern aus den NATO-Mitgliedsstaaten anreisten.